# Mordellistena uralensis
Mordellistena uralensis es una especie de coleóptero de la familia Mordellidae.

## Distribución geográfica
Habita en Rusia.